# Himalajski plavi mak
Himalajski plavi mak (tibetanski mak; lat. Meconopsis grandis), biljna vrsta iz roda plavog maka, porodica makovki.

## Opis
M. grandis je trajnica sa dvije podvrste raširena po Himalajama i Tibetu, Butanu, Nepalu i sjevernoj Indiji (Sikkim, Arunachal Pradesh). Odlikuje se velikmim  plavim cvjetovima. Stabljike su uspravne, visoke 40-120 cm, debele, rijetko izdužene ili blago savijene. Glavni korijen uzak,  nalik rotkvici. Cvjetovi viseći, veliki. Latice 4, rijetko 5, plave, ljubičaste ili lila-ljubičaste, gotovo okruglaste ili široko obrnuto jajolike, 6,2-8 × 4,8-7,6 cm. prašnici narančasti ili žuti, duguljasti, 1-2 mm; Jajnik zelen, jajolik ili duguljast, gol ili gusto dlakav; stilovi 7-10 mm; stigme zelene, klavaste, 4-6-režnjevite. Čahura eliptično-duguljasta, 2,8-4,4 × 1,2-1,5 cm, 4-6 zalistaka od vrha na maloj udaljenosti. Sjemenke bubrežaste, ovojnica uzdužno plitko izdubljena. Cvjetanje: lipanj-kolovoz.